# Ramón González Brunet
Ramón González Brunet (Vigo, c. 1886 - id., 27 de agosto de 1936) fue un político y sindicalista de Galicia, España. Miembro de la Unión General de Trabajadores (UGT), de la que fue dirigente en Vigo, y del Partido Socialista Obrero Español (PSOE), sufrió la represión posterior a las jornadas de huelga de 1917 y de la dictadura primoriverista. Elegido concejal del ayuntamiento de Vigo en las elecciones de 1931 que dieron lugar a la proclamación de la República, con el golpe de Estado de julio de 1936 triunfante en Galicia debió esconderse, pero fue descubierto el 3 de agosto, sometido a consejo de guerra sumarísimo y condenado a muerte, siendo fusilado en el cementerio de Pereiró junto a los diputados Ignacio Seoane, Enrique Heraclio Botana Pérez y Antonio Bilbatúa Zubeldía, al maestro y pedagógo, Apolinar Torres, el alcalde de Vigo, Emilio Martínez Garrido, el alcalde de Lavadores, José Antela Conde, y los dirigentes socialistas gallegos Waldo Gil Santóstegui y Manuel Rey Gómez.